# Outlines
Outlines is een nummer van de Nederlandse dj Mike Mago en de Canadese synthpopgroep Dragonette uit 2014.
In Dragonette's thuisland Canada had het nummer niet zoveel succes; het haalde daar de 47e positie. In Mago's thuisland Nederland werd het nummer een grotere hit. Het haalde in de Nederlandse Top 40 een bescheiden 20e notering. In de Vlaamse Ultratop 50 haalde het de 18e notering.